# Turó de Llevant
El Turó de Llevant és una muntanya de 405 metres que es troba entre els municipis de Calella i de Pineda de Mar, a la comarca del Maresme. Al cim podem trobar-hi un vèrtex geodèsic (referència 301114001).